# Сидиков Єрлан Батташевич
Єрлан Батташевич Сидиков (народився 29 лютого 1956 року в місті Семипалатинську Казахської РСР) — радянський і казахський історик, доктор історичних наук, професор, академік Національної академії наук Республіки Казахстан, Міжнародної академії наук педагогічної освіти, Казахської академії освіти імені И. Алтинсаріна, Казахсської Національної Академії Природничих Наук, віце-президент НАН Республіки казахстан. Ректор Євразійського національного університету імені Л. М. Гумільова .

## Освіта, вчені ступені
Середню освіту Єрлан Сидиков здобув у школі імені Абая села Караул Абайського району.
З 1973 по 1978 роки навчався в Казахському державному університеті імені С. М. Кірова за фахом «Історія» та здобув кваліфікацію «Історик, викладач історії та суспільствознавства».
З вересня 1981 по лютий 1984 років навчався в аспірантура Казахського державного університету. Захистив дисертацію на здобуття наукового ступеня кандидата історичних наук.
15 жовтня 1999 року захистив докторську дисертацію на тему «Казахстан у складі Радянського Союзу (1917–1937 рр.)».
Рішенням ВАК РК 25 жовтня 2001 року Єрлану Сидикову було присвоєно вчене звання професора.

## Академічні звання
У 2003 році був обраний академіком Міжнародної академії наук педагогічної освіти.
У 2005 році обраний академіком Казахської академії освіти ім.ені И. Алтинсаріна, Академіком Казахстанської Національної Академії Природничих Наук .

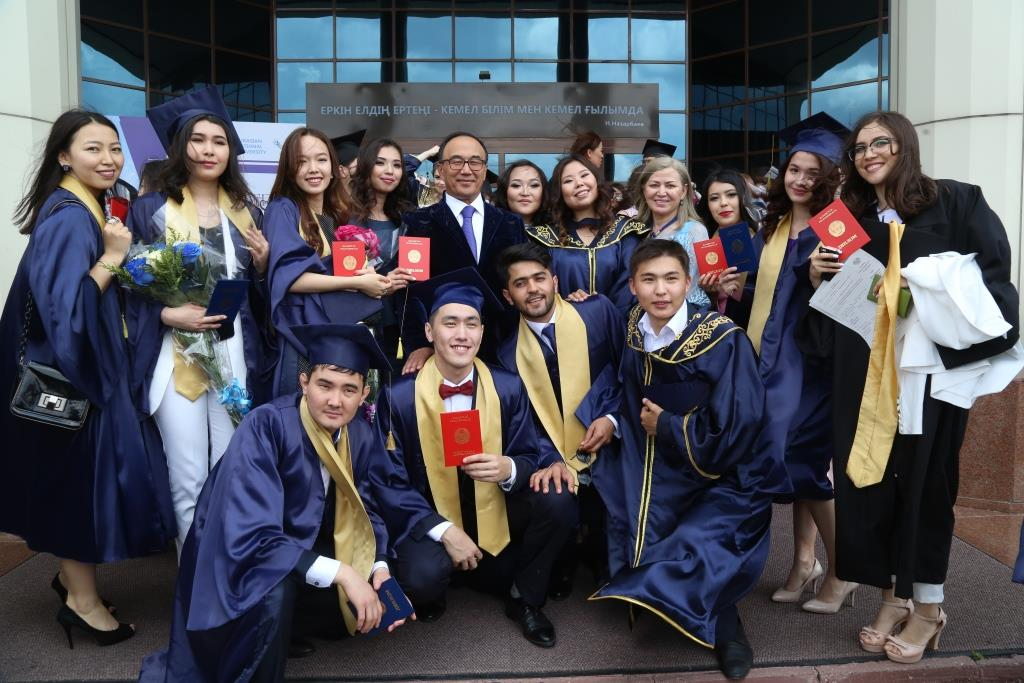
Ректор ЄНУ Єрлан Сидиков з випускниками Євразійського національного університету (2018 р).

## Трудова діяльність
У 1978 році Єрлан Сидиков почав працювати стажистом-дослідником кафедри суспільних наук Семипалатинського технологічного інституту м'ясної і молочної промисловості (м Семипалатинськ).
З вересня 1984 по січень 1996 року — працював у Семипалатинському технологічному інституті м'ясної і молочної промисловості. Обіймав посади асистента, старшого викладача, доцента, заступника декана факультету, завідувача кафедри, професора, проректора.
У липні 1996 року був призначений консультантом відділу державної служби та роботи з кадрами апарату Уряду Республіки Казахстан .
У червні 1997 року Єрлан Сидиков обійняв посаду ректора Семипалатинського державного університету імені Шакаріма.
У квітні 2004 року був призначений ректором новоствореного Семипалатинського державного педагогічного інституту .
З липня 2008 по 26 липень 2011 років працював на посаді ректора Семипалатинського державного університету імені Шакаріма.
26 липня 2011 року Розпорядженням Президента РК Єрлан Сидиков був призначений ректором Євразійського національного університету імені Л. М. Гумільова .

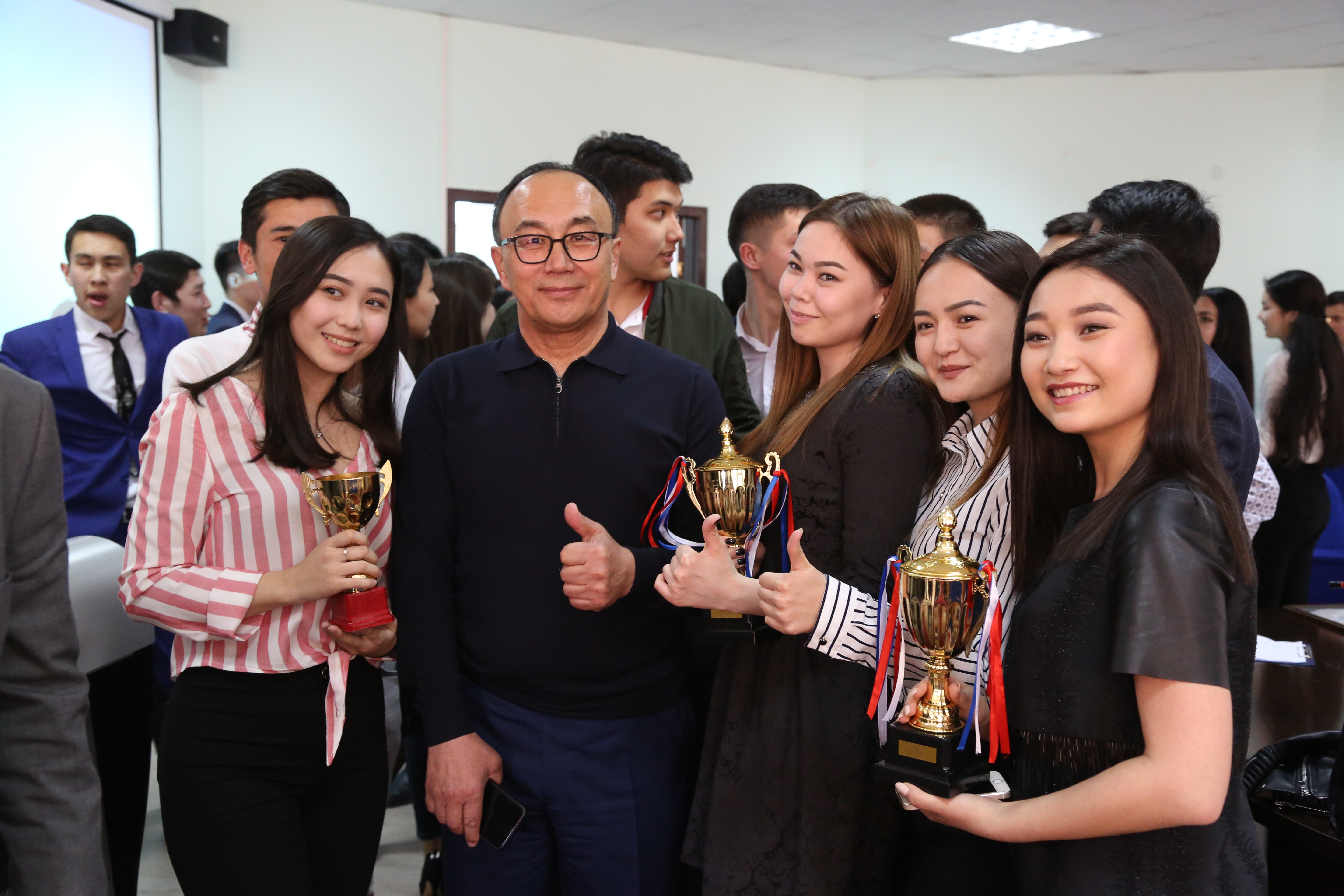
Єрлан Сидиков з членами шоу-балету «Самрук» (2018 р)

## Громадська діяльність
У січні 2012 року обраний депутатом міської масліхата п'ятого скликання міста Астана. Член постійної комісії з питань соціально-культурного розвитку.
Єрлан Сидиков в Казахстані і за його межами відомий як автор і ініціатор референдуму щодо продовження повноважень Президента Казахстану Нурсултана Назарбаєва до 2020 року. Наприкінці 2010 року очолювана Сидиковим ініціативна група зібрала понад 314 тисяч підписів громадян республіки, які підтримували ідею продовження президентських повноважень Н. Назарбаєва без проведення чергових виборів. На початку 2011 року ініціативу підхопив Парламент країни, який запропонував внести відповідні поправки до Конституції. Конституційна рада Казахстану визнала поправки в частині проведення референдумів до Основного закону, прийняті Парламентом, що не відповідають Конституції. У підсумку, в ході звернення до народу 31 січня 2011 року Нурсултан Назарбаєв відхилив референдум і оголосив про дострокові президентські вибори 3 квітня 2011 року. Їх Нурсултан Назарбаєв виграв, набравши 95,5 %, при явці у 89,9 %.
Єрлан Сидиков — голова експертної ради програми «Туған жер», яка є складовою частиною програми модернізації суспільної свідомості «Рухані жаңғиру» .
Член Національної комісії з реалізації програми модернізації суспільної свідомості при Президентові Республіки Казахстан.
Голова Національного конгресу істориків Казахстану.
Голова Громадської ради при нацкомпанії "Астана ЕКСПО-2017 ".
Член Національної ради Республіки Казахстан.
Був депутатом Східноказахстанської обласного масліхата трьох скликань.

## Нагороди та відзнаки
- Нагороджений нагрудним знаком «Почесний працівник освіти Республіки Казахстан» (2001), медалями «10 років незалежності Республіки Казахстан» (2001), «10 років Конституції Республіки Казахстан» (2005)[12], імені И. Алтинсаріна (2004), срібною медаллю ім. А. Байтурсинова (2004), удостоєний звання «Заслужений діяч Казахстану» (2005), нагрудного знака «За заслуги в розвитку науки Республіки Казахстан» (2007), звання «Почесний діяч спорту Республіки Казахстан» (2007), орденом «Парасат» (2011 р).
- З 2009 року має звання почесного громадянина Східноказахстанської області .
- Орден «Барса» II ступеня (2015)[13]
- Рішенням комісії Міжнародного біографічного центру (Кембридж, Англія) удостоєний звання «Видатний вчений світу» за неоціненний внесок у справу розвитку науки і освіти. Нагороджений срібною медаллю і сертифікатом, що підтверджує його членство в Міжнародному біографічному центрі .[14]
- 2015 — Володар Премії імені Чингіза Айтматова за багаторічну популяризацію казахського мислителя, поета і перекладача Шакаріма Кудайбергенова в Казахстані і за кордоном, за підтримку діяльності Академії Айтматова в Казахстані.[15]
- 2018 — Медаль «Прогрес» (Азербайджан)[16]

## Участь в редакційних радах наукових журналів
Член редакційної ради журналу " Гуманітарні науки в Сибіру ".

## Книги
«Шәкәрім және Алашорда» — Алмати, 2008 
«Шәкәрім» енціклопедіяси — Семей, 2008 
«Алаш қаласиниң таріх» — Семей, 2010 
«Город Алаш (збірник документів)» — Семей, 2010 
«Восточная Алашорда» — Семей 2010 
«Демократия Салтанат» — Семей, 2011 
«Шакар» — Москва, 2012 
Энциклопедия «Лев Гумилев» — Астана, 2012 
«Лев Гумилев и тюркское возрождение» — Астана, 2012 
«Ученики Л. Н. Гумилева (к 100-летию Л. Н. Гумилева)» — Астана, 2012 
«Вопросы Евразийства: Истоки евразийства» — Астана, 2012 
«Шәкәрім. Ұли дала тұлғалари» — Алмати, 2013 
Энциклопедия «Лев Гумилев» — Москва, 2013 
«Хан Абилай: таним мен тағилим» — Астана, «Фоліант» 2013 
«Халиқ тарих толқининда 1» — Астана, 2013 
«Халиқ тарих толқининда 2» — Астана, 2013 
«Халиқ тарих толқининда 3» — Астана, 2014 
«Халиқ тарих толқининда 4» — Астана, 2014 
«Народ в потоке истории 5» — Астана, 2014 
«Шәкәрім (түрік тілінде)» — Анкара, 2014 
«Жамбил» — Москва, 2015 
«Shakarim the lite of a Kazakh poet» — Published by the Aitmatov Academy, 2015 
«Как пишутся книги» — Астана, 2016 
«Жамбил (серб тілінде)» — Beograd, 2016 
«Шәкәрім Құдайбердіұли (Фотокітап)» — Алмати, 2018 
«Шакар» (китайською мовою, 2018).